# Vito Mannone
Vito Mannone (* 2. března 1989) je italský fotbalový brankář, který momentálně hraje za anglický Sunderland.

## Klubová kariéra

### Začátky
Vito Mannone začínal kariéru v Bergamu, kde hrál v mládežnickém věku za Atalantu. V létě 2005 ho odkoupil za 350 000 £ manažer londýnského Arsenalu Arsene Wenger. V srpnu 2006 odešel na hostování do druholigového Barnsley, kde nastoupil do dvou zápasů. Premiéru za A tým Arsenalu si odbyl 24. května 2009, když nastoupil do zápasu se Stoke City.

### Sezóna 2009/10
Následující sezónu se dostal Mannone do brány častěji i díky zraněním brankářské jedničky Manuela Almunii a dvojky Łukasze Fabiańskiho v září a říjnu. První start v Lize mistrů si připsal proti Standardu Lutych na jeho hřišti, když dvakrát inkasoval. Následně odchytal zápase s Olympiakosem, kde si připsal nulu, a zápas s Alkmaarem (1:1). V Premier League nastoupil Mannone do pěti zápasů a dopomohl ke čtyřem výhrám a jedné remíze svého týmu, celkem inkasoval 5 branek. Od konce října už ale Mannone do konce sezóny nenastoupil do jediného ligového utkání. V lednu 2010 podepsal s Arsenalem dlouholetou smlouvu.

### Sezóna 2010/11
Na tuto sezónu Mannone nebude rád vzpomínat, protože za celý rok nenastoupil za Arsenal do jediného ligového utkání. Vysvobozením byl říjnový odchod na hostování do druholigového Hull City, kde si připsal 10 startů, a vrátil se s novým rokem.

### Sezóna 2013/14
V červenci 2013 přestoupil z Arsenalu do Sunderlandu.